# Лінкольн (округ, Невада)
Шаблон:StateAbbr_ 37°38′ пн. ш. 114°53′ зх. д. / 37.64° пн. ш. 114.88° зх. д.
Округ Лінкольн (англ. Lincoln County) — округ (графство) у штаті Невада, США. Ідентифікатор округу 32017.

## Історія
Округ утворений 1861 року.

## Демографія
За даними перепису
2000 року
загальне населення округу становило 4165 осіб, усе сільське.
Серед мешканців округу чоловіків було 2162, а жінок — 2003. В окрузі було 1540 домогосподарств, 1011 родин, які мешкали в 2178 будинках.
Середній розмір родини становив 3,15.
Віковий розподіл населення поданий у таблиці:
| Стать    | До 15 років | 15-21 | 22-29 | 30-39 | 40-49 | 50-65 | 65-85 | Понад 85 |
| -------- | ----------- | ----- | ----- | ----- | ----- | ----- | ----- | -------- |
| Чоловіки | 475         | 275   | 152   | 242   | 282   | 401   | 305   | 30       |
| Жінки    | 430         | 238   | 111   | 208   | 275   | 403   | 298   | 40       |

## Суміжні округи
- Вайт-Пайн — північ
- Міллард, Юта — північний схід
- Бівер, Юта — схід
- Айрон, Юта — схід
- Вашингтон, Юта — схід
- Могаве, Аризона — південний схід
- Кларк — південь
- Най — захід

## Виноски
1. ↑  U.S. Decennial Census. United States Census Bureau. Архів оригіналу за 19 липня 2018. Процитовано 20 грудня 2014.
2. ↑  Historical Census Browser. University of Virginia Library. Архів оригіналу за 11 серпня 2012. Процитовано 20 грудня 2014.
3. ↑  Population of Counties by Decennial Census: 1900 to 1990. United States Census Bureau. Архів оригіналу за 3 квітня 2015. Процитовано 20 грудня 2014.
4. ↑  Census 2000 PHC-T-4. Ranking Tables for Counties: 1990 and 2000 (PDF). United States Census Bureau. Архів оригіналу (PDF) за 18 грудня 2014. Процитовано 20 грудня 2014.
5. ↑  State & County QuickFacts. United States Census Bureau. Архів оригіналу за 7 лютого 2016. Процитовано 23 вересня 2013.(англ.) Наведено за англійською вікіпедією.
6. ↑  American FactFinder. Бюро перепису населення США. Архів оригіналу за 26 лютого 2012. Процитовано 31 січня 2008.

| США | Це незавершена стаття з географії США. Ви можете допомогти проєкту, виправивши або дописавши її. |